# Sauce (Uruguay)
Pour les articles homonymes, voir Sauce (homonymie).
Sauce est une petite ville de l'Uruguay, siège d'une municipalité située dans le centre du département de Canelones et appartenant à l'aire métropolitaine de Montevideo. 
Sa population, qui était de 6 132 habitants en 2011, a plus que doublé, étant évaluée aujourd'hui à 13 018 habitants; elle se répartit sur un très grand territoire et en fait une municipalité semi-urbaine.

## Histoire

Municipalité de Sauce

Sauce fut fondée le 12 octobre 1851.

## Population
Sa population est de 6 132 habitants environ (2011).
| Année | Population |
| ----- | ---------- |
| 1963  | 3 532      |
| 1975  | 3 911      |
| 1985  | 4 294      |
| 1996  | 4 932      |
| 2004  | 5 797      |
| 2011  | 6 132      |

Référence,.

## Gouvernement
Le maire (alcalde) de la ville est Rubens Ottonello (Parti national).